# Diga di Muslen
La diga di Muslen è una diga a gravità situata in Svizzera, nel Canton San Gallo vicino al Lago di Walenstadt.

## Descrizione
Ha un'altezza di 29 metri e il coronamento è lungo 55 metri. Il bacino creato dalla diga ha un volume massimo di 0,083 milioni di metri cubi, una lunghezza di 200 metri e un'altitudine massima di 606 m s.l.m. Lo sfioratore ha una capacità di 60 metri cubi al secondo.
Le acque del lago vengono sfruttate dall'azienda Sankt Gallisch-Appenzellische Kraftwerke AG.